# Раево-Александровка
Рае́во-Алекса́ндровка (укр. Раєво-Олександрівка) — село,
Лозоватский сельский совет,
Криворожский район,
Днепропетровская область,
Украина.
Код КОАТУУ — 1221884006. Население по переписи 2001 года составляло 32 человека.

## Географическое положение
Село Раево-Александровка находится на правом берегу реки Ингулец,
выше по течению на расстоянии в 3,5 км расположено село Терноватка,
ниже по течению на расстоянии в 2 км расположено село Лозоватка.
На противоположном берегу — большой массив садовых участков.